# Incoronazione papale

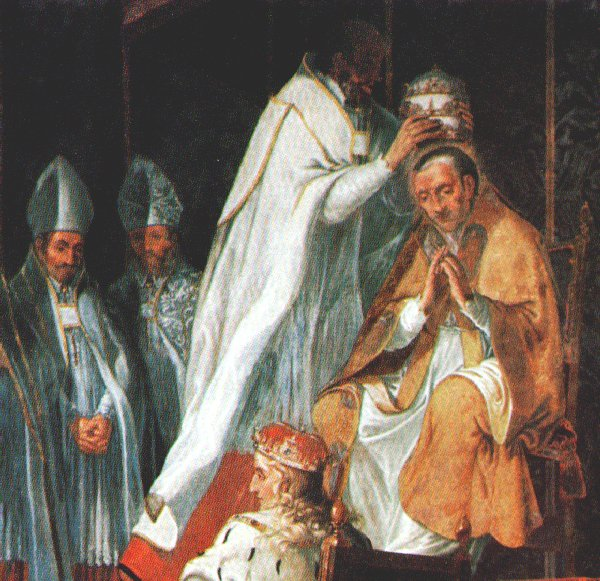
Incoronazione di papa Celestino V, unico papa ad essere stato incoronato due volte

L'incoronazione papale è la cerimonia che consiste nella posa della tiara papale sul capo di un papa appena eletto.
La prima incoronazione papale documentata fu quella di papa Niccolò I nell'858. La più recente è stata l'incoronazione del 1963 di papa Paolo VI, che poco dopo abbandonò la pratica di indossare la tiara. Fino ad oggi, nessuno dei suoi successori ha adoperato la tiara, pertanto non si parla più di incoronazione ma di "inizio del ministero petrino", che non include alcuna cerimonia di incoronazione. Ciononostante, la tradizione non è stata formalmente proibita e qualsiasi pontefice è libero di ripristinare l'uso della tiara in qualsiasi momento durante il proprio pontificato.
La celebrazione di inizio del ministero petrino, con o senza incoronazione, ha comunque soltanto un significato simbolico, in quanto il papa entra in carica nel momento in cui accetta la propria elezione.

## Rito
Quando un conclave elegge un nuovo papa, questi assume tutti i diritti e l'autorità del papato immediatamente dopo aver accettato l'elezione; tuttavia, storicamente, i papi hanno numerato i loro anni di pontificato dalla data della loro incoronazione. Se un papa appena eletto non è ancora vescovo, viene consacrato immediatamente. Secondo la tradizione, il diritto di consacrazione spetta al decano del collegio cardinalizio, in sua assenza al sottodecano, e in assenza di entrambi al cardinale vescovo più anziano. Se il nuovo papa è già vescovo, come è consuetudine, la sua elezione è annunciata immediatamente al popolo radunato in piazza San Pietro.
L'inaugurazione episcopale (o "intronizzazione") del papa in qualità di vescovo di Roma avviene nella sua cattedrale, la basilica di San Giovanni in Laterano. Un tempo, l'incoronazione avveniva contestualmente a tale cerimonia. Durante la cattività avignonese, il papa, trovandosi in Francia, non poteva essere intronizzato nella sua cattedrale di Roma, perciò le incoronazioni continuarono, mentre le intronizzazioni episcopali dovevano attendere il ritorno del pontefice a Roma. Quando papa Gregorio XI tornò a Roma, il Palazzo del Laterano versava in condizioni strutturali che non ne permettevano l'agibilità; per tale ragione i papi fecero del Vaticano la loro residenza e trasferirono le incoronazioni nella basilica di San Pietro in Vaticano. La basilica lateranense rimase la sede delle cerimonie di intronizzazione. Durante il periodo che va dalla presa di Roma alla stipula dei Patti Lateranensi (periodo in cui il papa si definiva "prigioniero in Vaticano") l'intronizzazione non fu celebrata.

### Messa dell'incoronazione

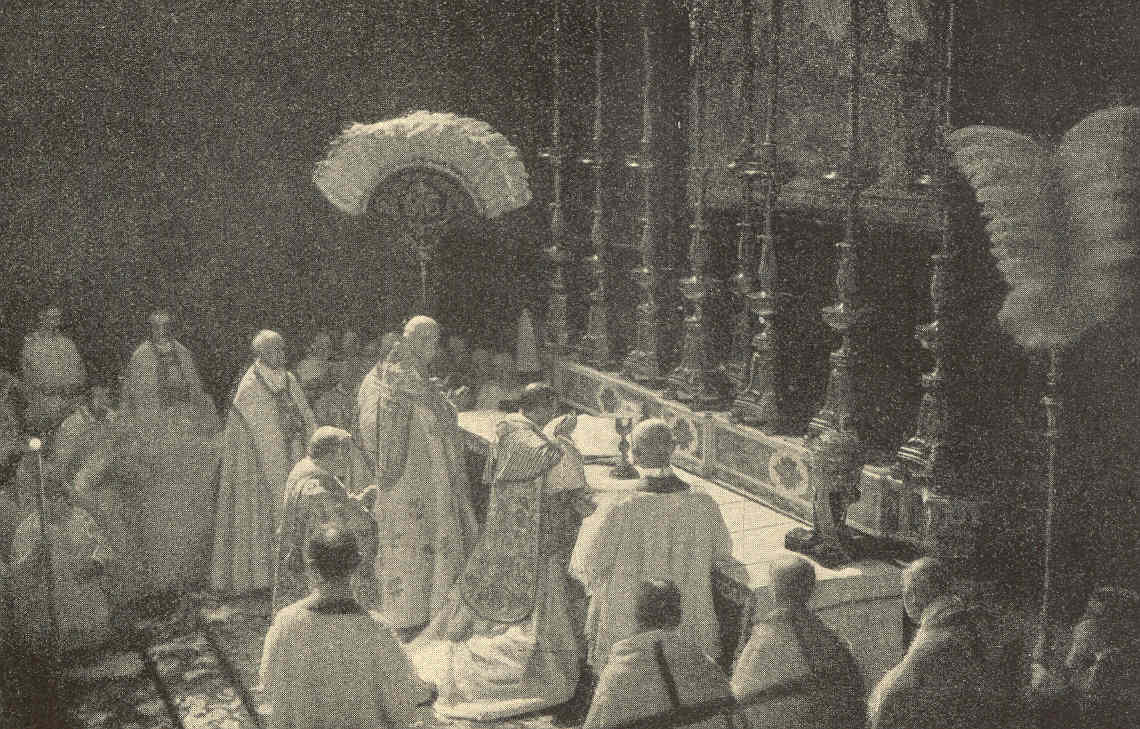
Incoronazione di papa Benedetto XV nella Cappella Sistina, 1914

L'incoronazione avveniva la prima domenica o alla prima solennità successiva all'elezione. La celebrazione iniziava con una solenne messa papale: il corteo giungeva in basilica col Pontefice assiso in sedia gestatoria. Raggiunto il portico basilicale, il papa sedeva su un tronetto posto alla porta santa dove riceveva l'obbedienza del capitolo vaticano. Quindi, entrato in basilica, si recava nella cappella del Santissimo Sacramento per una breve adorazione, quindi raggiungeva il trono alla cappella di San Gregorio per il canto di Terza. Qui il pontefice riceveva l'obbedienza di tutti i cardinali, i quali si avvicinavano uno alla volta per inchinarsi e baciargli la mano in segno di obbedienza. Successivamente si avvicinavano gli arcivescovi e i vescovi per prestare obbedienza tramite il bacio del piede.
A seguire, a partire almeno dal XVI secolo, il neoeletto papa, con indosso una mitra ingioiellata (mitra pretiosa), veniva posto sulla sedia gestatoria e trasportato in processione lungo la basilica di San Pietro in Vaticano sotto un baldacchino bianco, con ai lati i flabelli. Terminata l'ora Terza, il pontefice assumeva i paramenti pontificali per la messa e rimessosi in sedia gestatoria si recava al trono posto alla Cattedra. La processione veniva interrotta tre volte: alla navata centrale, davanti alla statua bronzea di San Pietro e davanti all'altare della Confessione. Ad ogni interruzione, davanti al pontefice veniva bruciato un fascio di lino legato ad un bastone dorato, mentre un cerimoniere diceva le parole: "Pater Sancte, sic transit gloria mundi" (Santo Padre, così passa la gloria del mondo) come richiamo simbolico a mettere da parte materialismo e vanità. Una volta all'altare maggiore, il papa iniziava a celebrare la messa solenne.

Dopo il Confiteor, il papa sedeva nuovamente sulla sedia gestatoria, appoggiata a terra di fronte all'altare, e i tre cardinali vescovi più anziani gli si avvicinavano indossando le mitre. Ciascuno, a turno, poneva le mani sopra il pontefice, recitando la preghiera super electum Pontificem. Prima il Cardinale Vescovo di Albano: 
"Deus qui adesse non dedignaris ubicumque devota mente invocaris, adesto quaesumus invocationibus nostris et huic famulo tuo N. quem ad culmen apostolicum (commune iudicium tuae plebis elegit) elegisti ubertatem supernae benedictionis infunde, ut sentiat se tuo munere ad hunc apicem pervenisse."
Quindi il Cardinale Vescovo di Porto:
"Supplicationibus nostris, omnipotens Deus, effectum consuetae pietatis impende, et gratia Spiritus Sancti (hunc) famulum tuum N. perfunde; ut qui in capite ecclesiarum nostrae servitutis mysterio constituitur, tuae virtutis soliditate roboretur."
Infine il Cardinale Vescovo di Ostia (Decano del Sacro Collegio Cardinalizio):
"Deus qui Apostolum tuum Petrum inter caeteros coapostolos primatum tenere voluisti, eique universae Christianitatis molem super humerum impostuisti; respice propitius, quaesumus, hunc famulum tuum N. quem (de humili cathedra violenter sublimatum) in thronum eiusdem apostolorum principis sublimamus: ut sicut profectibus tantae dignitatis augetur, ita virtutum meritis cumuletur; quatenus ecclesiasticae universitatis onus, te adiuvante, digne ferat, et a te qui es beatitudo tuorum, meritam vicem recipiat."
Terminata questa preghiera, nei secoli XI e XII avveniva l'immantatio, ovvero il momento del conferimento del mantum (paramento papale costituito da un lunghissimo piviale rosso) al papa appena eletto, e considerato un momento particolarmente simbolico dell'investitura dell'autorità papale. La posa del mantum era accompagnata dalle parole: "Ti investo del papato romano, che governa la città e il mondo".
In tempi recenti, poiché il mantum veniva già indossato dal papa all'inizio della celebrazione, terminata l'orazione super electum Pontificem veniva imposto il pallio dal cardinale protodiacono. Quindi il papa riprendeva la celebrazione salendo all'altare ed, incensatolo, si sedeva sul trono, posto nell'abside all'altare della Cattedra, e lì, durante il canto del Kyrie eleison, riceveva nuovamente l'obbedienza di cardinali, arcivescovi e vescovi. La messa proseguiva con il Gloria e, dopo aver recitato la colletta del giorno, il pontefice recitava in segreto una preghiera per sé stesso. Una volta che il papa era tornato sul trono, venivano cantate le Laudes Regiae in una forma dedicata al nuovo pontefice.
Come per tutte le messe papali, la Liturgia della Parola era svolta sia in greco che in latino e il papa riceveva la comunione al trono.
Dopo la messa si teneva l'incoronazione vera e propria. Di solito il papa veniva incoronato sulla loggia delle benedizioni della Basilica di San Pietro, seduto su un trono con i flabelli ai suoi lati: dopo la recita di alcune preghiere da parte del decano del collegio cardinalizio, il protodiacono toglieva la mitra al papa per porgli sul capo il triregno. Al termine dell'incoronazione, il papa impartiva la solenne benedizione Urbi et Orbi.

### Presa di possesso della cattedrale di Roma

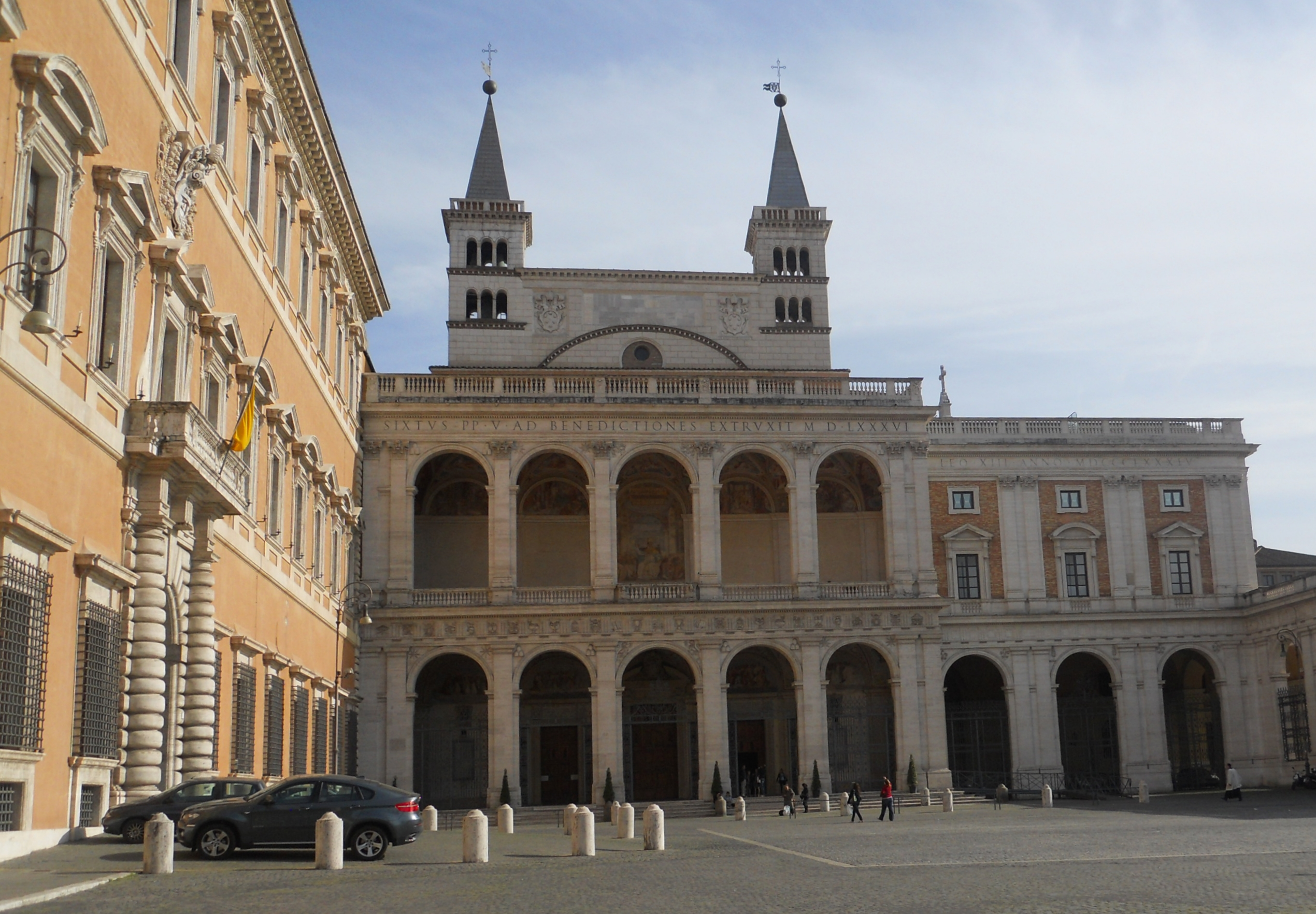
Basilica di San Giovanni in Laterano

L'ultimo atto dell'inaugurazione di un nuovo papa è ancora costituito dalla formale presa di possesso (possessio) della sua cattedra in qualità di vescovo di Roma, ovvero nella basilica di San Giovanni in Laterano. Questa costituisce l'ultima cerimonia prevista dalla costituzione apostolica di papa Giovanni Paolo II Universi Dominici Gregis. L'intronizzazione si celebra alla stregua di quanto avviene per tutti gli altri vescovi: il papa viene solennemente condotto al soglio episcopale, e ne prende possesso sedendovicisi; dopodiché riceve il bacio della pace e ascolta la lettura di un brano della Sacra Scrittura; infine pronuncia un discorso che un tempo si chiamava sermo inthronisticus.
Anticamente le lettere che il papa inviava ai patriarchi in segno di comunione con loro nella stessa fede erano chiamate litterae inthronisticae o syllabai enthronistikai.

## Luogo della cerimonia

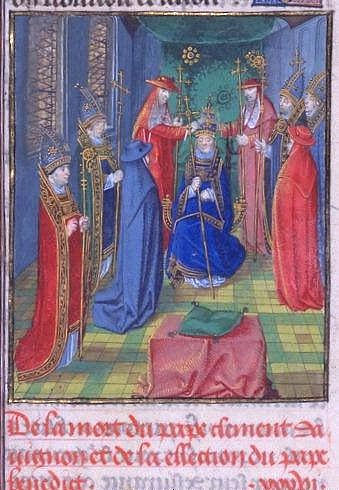
Consacrazione dell'antipapa Benedetto XIII ad Avignone, 28 settembre 1394

Le prime incoronazioni papali venivano celebrate nella basilica di San Giovanni in Laterano, sede episcopale del papa. Tuttavia, per secoli le incoronazioni papali hanno avuto luogo tradizionalmente nella basilica di San Pietro in Vaticano e, durante il periodo di papato avignonese, ad Avignone. Papa Celestino V fu incoronato due volte a L'Aquila. Nel 1800 papa Pio VII fu incoronato nella chiesa del monastero di San Giorgio Maggiore a Venezia, dopo che il suo defunto predecessore, papa Pio VI, era stato costretto all'esilio temporaneo durante la presa di Roma da parte di Napoleone Bonaparte. Poiché i francesi avevano sequestrato la tiara durante l'invasione, il papa fu incoronato con una tiara di cartapesta, decorata con gioielli donati dalla cittadinanza veneziana.
Tutte le incoronazioni successive al 1800 ebbero luogo a Roma. Papa Leone XIII fu incoronato nella Cappella Sistina, per timore che folle anticlericali, ispirate al Risorgimento italiano, potessero attaccare la basilica di San Pietro in Vaticano e disturbare la cerimonia. Anche papa Benedetto XV fu incoronato nella Cappella Sistina nel 1914. Papa Pio XI fu incoronato sul podio davanti all'altare maggiore nella basilica di San Pietro in Vaticano. I papi Pio IX, Pio XII e Giovanni XXIII furono tutti incoronati in pubblico sulla loggia della basilica di San Pietro in Vaticano, di fronte alla folla radunata in piazza San Pietro. Papa Paolo VI fu incoronato sul trono papale nel sagrato della basilica vaticana: l'intera cerimonia di incoronazione si tenne all'aperto, dato che l'interno della basilica vi era l'allestimento per ospitare le sessioni del Concilio Vaticano II.
L'incoronazione di papa Pio XII del 1939 aprì nuovi orizzonti essendo la prima ad essere filmata e la prima ad essere trasmessa in diretta radio. Alla cerimonia, durata più di tre ore, parteciparono importanti dignitari dell'epoca; tra questi l'erede al trono italiano, il principe di Piemonte, gli ex re Ferdinando I di Bulgaria e Alfonso XIII di Spagna, il XVI duca di Norfolk (in rappresentanza dell'allora monarca britannico Giorgio VI), e il Taoiseach irlandese, Éamon de Valera.

## I pontefici moderni e l'incoronazione

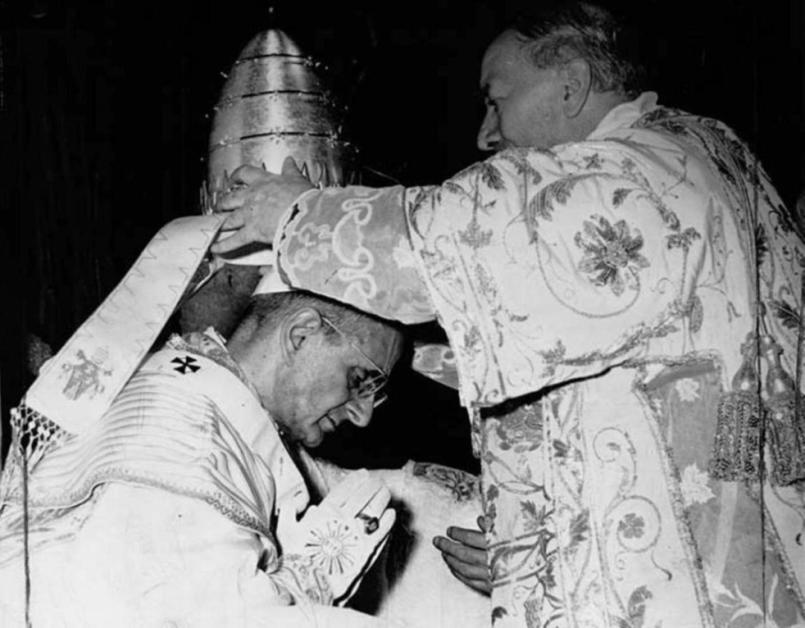
Il cardinale protodiacono Alfredo Ottaviani incorona Sommo Pontefice Paolo VI (30 giugno 1963)

L'ultimo papa ad essere incoronato fu papa Paolo VI. Sebbene avesse rinunciato a indossare la tiara papale poche settimane dopo la sua incoronazione, la sua costituzione apostolica del 1975, Romano Pontifici Eligendo, prescrive ancora che "il nuovo pontefice deve essere incoronato dal cardinale protodiacono”.
Il suo successore papa Giovanni Paolo I, tuttavia, scelse di non essere incoronato: per celebrare l'inizio del suo pontificato scelse una "messa solenne" meno formale.
Dopo la morte improvvisa di papa Giovanni Paolo I, dopo soli trentatré giorni, il nuovo papa, Giovanni Paolo II, scelse di rinunciare all'atto dell'incoronazione come il suo predecessore. Nella sua omelia pronunciata durante la messa di inaugurazione del ministero petrino, affermò di non voler tornare a indossare una corona che, erroneamente, veniva spesso considerata come simbolo del potere temporale dei papi.
Nella costituzione apostolica del 1996, Universi Dominici gregis, papa Giovanni Paolo II non specifica la forma che dovrebbe assumere la "solenne cerimonia di inaugurazione del pontificato", lasciando quindi libertà al papa eletto se includere o meno l'incoronazione.
Le tiare papali esistenti rimangono disponibili per qualsiasi futuro papa che voglia scegliere di usarne una.